# 레드 스콜피온
《레드 스콜피온》(Red Scorpion)은 나미비아에서 제작된 조셉 지토 감독의 1988년 액션 영화이다. 돌프 룬드그렌 등이 주연으로 출연하였고 잭 아브라모프 등이 제작에 참여하였다.

## 출연

### 주연
- 돌프 룬드그렌

### 조연
- M. 에멧 월쉬
- 알 화이트
- TP 맥케나
- 카멘 아젠지아노
- 알렉스 콜론
- 브라이언 제임스
- 루벤 느소디
- 어니스트 느들로뷰

## 기타
- 미술: 라디슬라브 윌하임